# Mieszkowice
Mieszkowice [mʲɛʃkɔˈvʲiʦɛ] (en allemand : Bärwalde in der Neumark ; en cachoube : Berwôłd) est une ville de la voïvodie de Poméranie-Occidentale, dans le nord-ouest de la Pologne. Elle fait partie du powiat de Gryfice. 

## Géographie
La ville se trouve dans la région historique de la Nouvelle-Marche (Neumark) à environ 15 kilomètres à l'Est de l'Oder. Elle est située à mi-chemin entre Chojna au nord et Kostrzyn nad Odrą (Custrin) au sud.

## Histoire
Au Moyen Âge central, la région a été longtemps un terrain de compétition entre les souverains de la Pologne, les ducs de Poméranie et les margraves de Brandebourg. Les domaines sur la route reliant Custrin et Stetin ont été peuplés au cours de la colonisation germanique au XIIIe siècle.

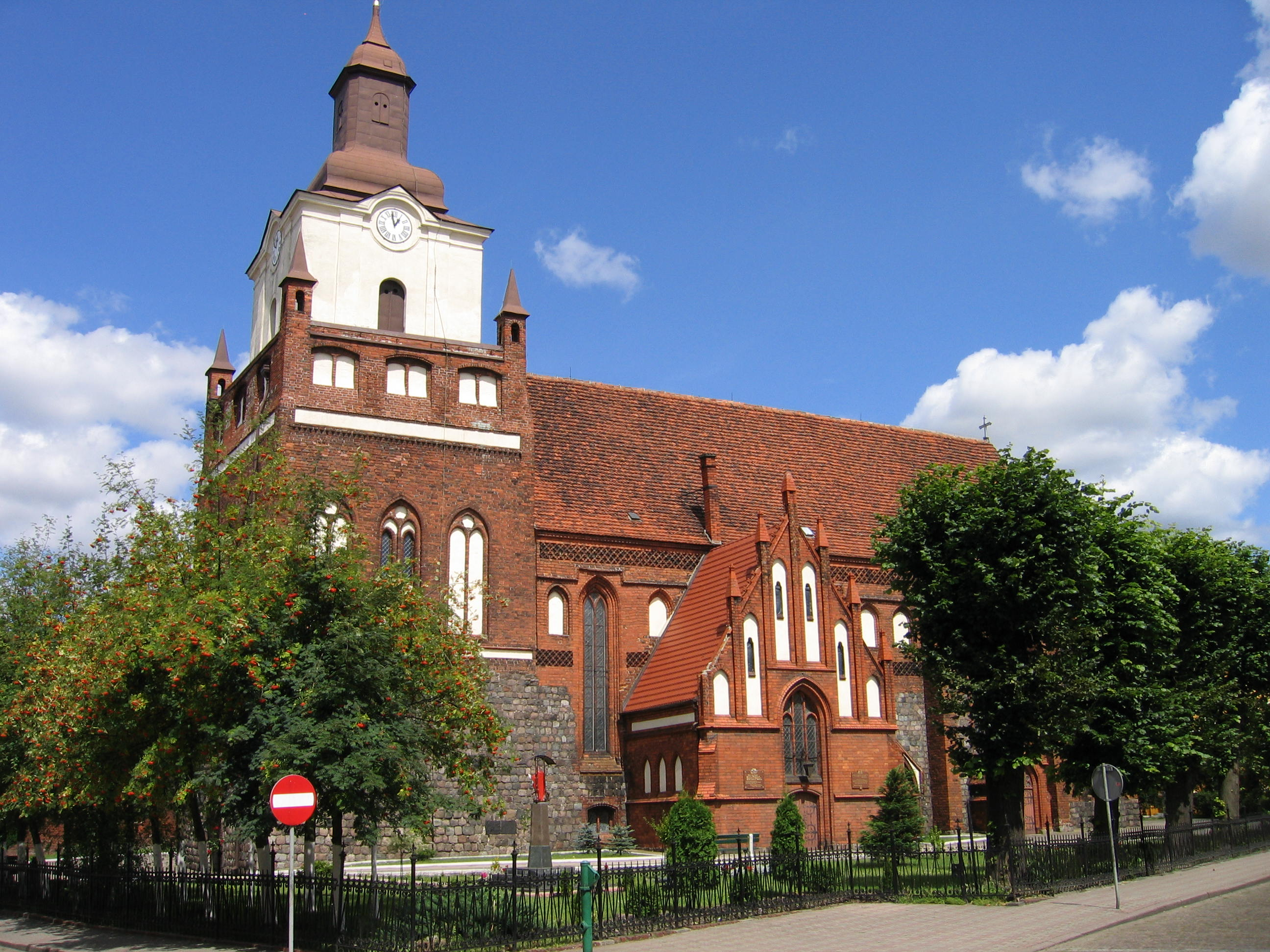
L'église paroissiale.

L'endroit de Berenwalde est mentionné en relation avec un séjour du margrave Albert III de Brandebourg en 1298. Le 14 août 1319, le margrave Valdemar meurt à l'intérieur de ses murs ; à la mort de son cousin Henri II l'année suivante, la lignée des margraves ascaniens est éteinte. Au XIVe siècle, la ville abritrait une monnaie ; elle fut dévastée durant les croisades contre les hussites en 1433.
Pendant la guerre de Trente Ans, c'est ici que fut signé le 23 janvier 1631 le traité de Barwald entre le représentant de la France, Hercule de Charnacé, et le roi de Suède Gustave II Adolphe. Deux ans après, la ville fut ravagée par les troupes d'Albrecht von Wallenstein. En 1637, Bärwalde a été de nouveau saccagée par l'armée suédoise.
De 1815 à 1945, la ville était incorporée dans le district de Francfort au sein de la province prussienne de Brandebourg. Après la Seconde Guerre mondiale, avec la mise en œuvre de la ligne Oder-Neisse à la conférence de Potsdam, elle passe à la république de Pologne et elle reçut le nom de Mieszkowice d'après le duc Mieszko Ier († 992). La population d'origine allemande est expulsée et remplacée par des polonais.

## Jumelage
La ville de Mieszkowice est jumelée avec :
- Wriezen (Allemagne)